# タコマドーム駅
タコマドーム駅（Tacoma Dome Station）はアメリカ合衆国ワシントン州のタコマにある鉄道駅。タコマドームに隣接している。

## 概要
2003年開業の比較的新しい駅だが、タコマ市の「中央駅」に位置付けられており、公共交通のハブとして機能している。
アムトラックの長距離列車やサウンダー通勤鉄道、路面電車のT線が乗り入れている。バスターミナルがあり、グレイハウンドや郡営バスが利用できる。
駅舎は1909年にミルウォーキー鉄道が建設した木造倉庫を改装したもので、飲食店が多数入居している。

## 運行
- アムトラック：コースト・スターライト、カスケーズ
- サウンド・トランジット：サウンダー通勤鉄道S線
- サウンド・トランジット：リンクライトレールT線
- バス：グレイハウンド、その他

## 歴史

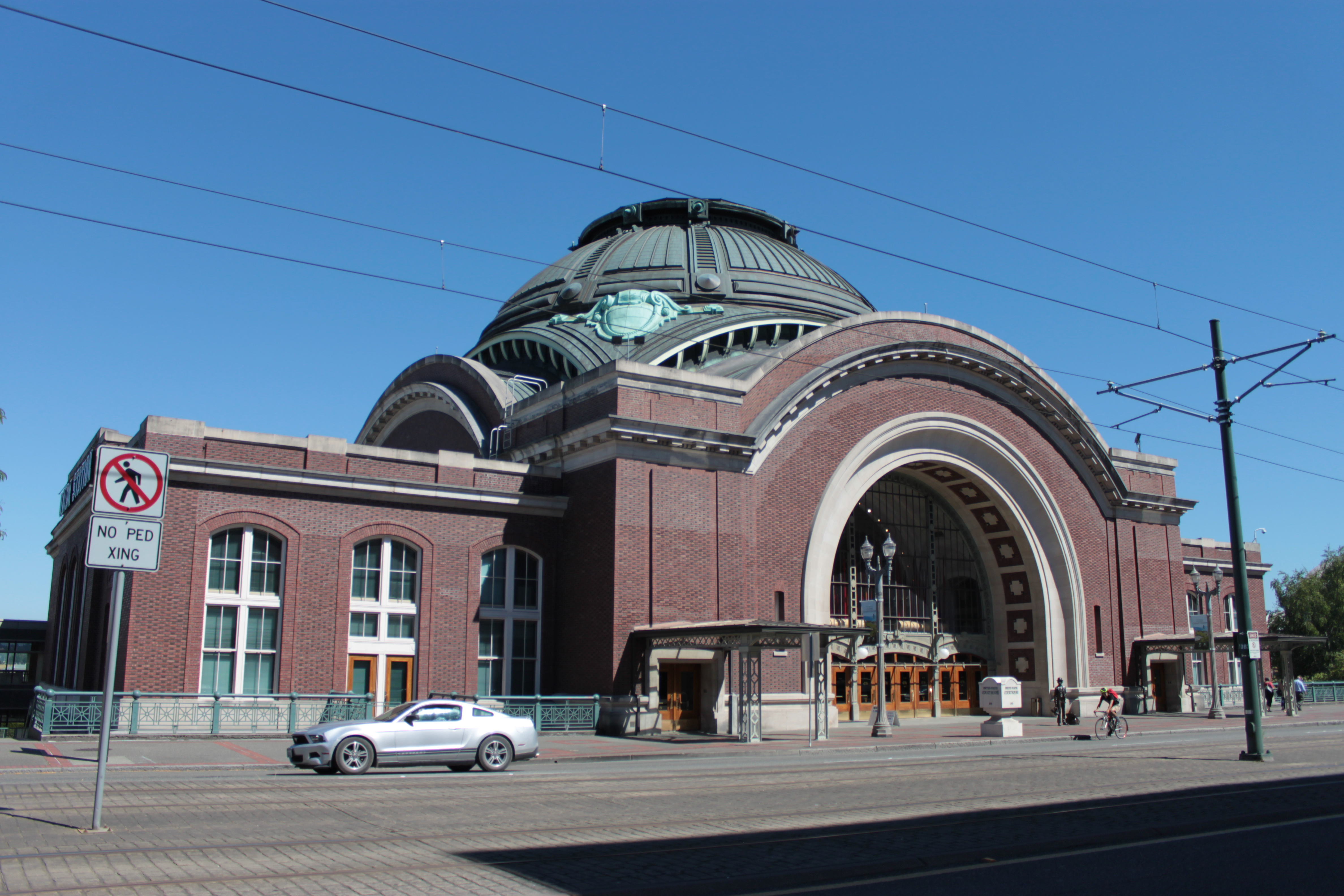
ユニオン駅

タコマの中央駅は、1984年までバーリントン・ノーザン鉄道の「タコマ・ユニオン駅」（en:Union Station (Tacoma, Washington)）だった。しかし旅客輸送を引き継いだアムトラックは合理化のためユニオン駅を廃駅にして1984年に新駅（en:Tacoma station (1984)）の使用を開始した。
ユニオン駅の駅舎はボザール様式の格調高い建物で、長年タコマのランドマークと認識されていた。今日ではアメリカ合衆国国家歴史登録財に登録され保護されている。連邦政府の法務局が入居している。